# Louis-Antoine Dornel
Louis-Antoine Dornel est un compositeur, claveciniste, organiste et violoniste français. Il est né à Presles le 30 mars 1680 et mort dans la même ville le 22 juillet 1757.

## Biographie
Si l'on n'a conservé aucun élément pouvant éclairer son apprentissage musical et ses débuts, on s'accorde à dire qu'il travailla auprès de Nicolas Lebègue, organiste de Saint-Merri et de la Chapelle royale, expert reconnu en facture d’orgue et excellent claveciniste. Dornel semble avoir assidûment fréquenté la demeure de ce grand personnage qui aimait à réunir autour de lui ses élèves, des compositeurs, des organiers, des facteurs de clavecins, des éditeurs. Dornel sollicita également les conseils de l'organiste Chauvet à qui il dédie d'ailleurs, en 1713, un livre de Sonates en trio pour les flûtes allemandes, violons, hautbois :
« Le devoir et la reconnaissance vous présentent un livre qui vous appartient pour le moins autant qu'à son auteur ; vous m’avez si heureusement conduit dans cet ouvrage par votre excellent goût, que je ne crains point d’avouer que je vous dois tout ce que le public peut trouver de meilleur. »
La première mention de l'activité organistique de Dornel (parfois orthographié Dornelle ou d’Ornel), apparaît lorsqu'il est nommé titulaire des orgues de l'église Sainte-Marie-Madeleine-en-la-Cité dès 1706 en lieu et place de Rameau qui, choisi par le jury, refuse finalement le poste. Il y succède à François d'Agincourt appelé à la cathédrale de Rouen. Le concours met d'ailleurs à contribution des « gens d’honneur et de probité », face à un jury composé de Nicolas Gigault, alors organiste de Saint-Nicolas-des-Champs, Jean-François Dandrieu, titulaire de celles de Saint-Merry ainsi que de Claude Rachel de Montalan, organiste de l'église Saint-André-des-Arts.
Bien que nettement supérieur à Dornel, Rameau refusa de se plier au règlement du concours qui stipulait que l’organiste admis « au lieu du Sr. d’Agincourt qui quitte », s’engageait à ne pas toucher d’autres claviers :
« Le Sr. Rameau organiste jugé le plus habile par ceux qui avaient été invités d’assister au concours à cet effet, n’a pas été choisi et retenu, n’ayant voulu quitter les orgues des Jésuites, rue St. Jacques, et des Religieux de la Merci […]. Le Sr. Dornel a été reçu en son lieu. »
Le 1er novembre 1706, à la suite du désistement de Rameau, Dornel, alors totalement disponible et « qui a toutes les bonnes vie, mœurs et capacités […] a été mis en possession de l’orgue qu’il a joué hier à vêpres et ce jourd’hui à la grand-messe. »
L’année suivante, Dornel publie sa première œuvre, un Livre de symphonies, dédié à M. de Lubert, président aux Enquêtes du Parlement, volume suivi en 1711 par des Sonates à violon seul et suites pour la flûte traversière avec la basse, dédicacées à Anne Élisabeth Bouret, claveciniste et élève de François Couperin, puis en 1713 par le recueil de Sonates en trio, dédié à l’organiste Chauvet.
Pendant quelque temps, malgré le contrat qui le lie à Sainte-Madeleine, Dornel touche l’orgue de l'église Sainte-Geneviève-des-Ardents, dans l'île de la Cité, poste auquel il renonce en 1714, pour être aussitôt remplacé par Jean Bessart.
En 1716, Dornel abandonne l’orgue de La Madeleine-en-la-Cité. C’est qu’à cette époque, il suppléait déjà à l’abbaye Sainte-Geneviève l’organiste André Raison qui tenait l’orgue depuis cinquante ans, et auquel il succède d'ailleurs en 1719. Dornel quitte l’île de la Cité pour la Montagne Sainte-Geneviève, l’un des carrefours intellectuels du moment. L'orgue étant en piteux état, Dornel décide de s’associer, en 1732, à Nicolas Gilles Forqueray, organiste des Saints-Innocents et neveu de Michel Forqueray, afin d’expertiser l’instrument et dresser un état des réparations à effectuer. En cette même année, on baptise de nouvelles cloches à Sainte-Geneviève, sous la direction musicale de Dornel. Un chroniqueur du Mercure de France commente d'ailleurs la cérémonie :
« On avait pratiqué une autre tribune à côté du jubé des orgues, pour placer une partie des musiciens et des symphonistes […]. Le sieur Dornel, organiste de l’abbaye, fit exécuter différents motets de sa composition, convenables à la solennité de la cérémonie par un excellent chœur de musiciens composé de plus de quatre-vingts personnes. »
Quelque dix ans auparavant, en 1723, Dornel avait donné un volume de Concerts de symphonies, dédié au Concert des Mélophilètes, société fondée au début du siècle, réunissant des musiciens amateurs qui se plaisaient à se divertir en faisant de la musique et en exécutant des pièces écrites pour leurs assemblées, puis en 1725, il avait succédé à Jean-Baptiste Drouart Du Bousset, maître de musique du roi pour les académies françaises et des inscriptions. Mort le 3 octobre 1725, ce dernier, collectionneur de somptueux volumes d’opéras, avait été célèbre en son temps pour « sa physionomie [...] très agréable, ce qui augmentait le plaisir de l’entendre chanter. » Cette nouvelle charge impose à Dornel de faire exécuter chaque année dans la chapelle du Louvre, à l’occasion de la Saint-Louis, un motet de sa composition. Certaines de ces compositions furent également exécutées au Concert Spirituel où, en 1731, on applaudit notamment son Domine Dominus noster. On ignore pourquoi, après dix-sept années de service, Dornel est mis à pied en 1742 et aussitôt remplacé par François Rebel, inspecteur général de l’Opéra. Les registres de l’Académie tentent une explication :
« Sur ce qui a été représenté par quelques-uns de ces messieurs, que le sieur d’Ornel qui sert l’Académie en qualité de maître de musique, ne donnait les jours de la Saint-Louis que des motets fort négligés et presque toujours mal exécutés, il a été délibéré que le sieur d’Ornel serait remercié, que l’on nommerait à sa place le sieur Rebel, intendant de la musique du roi, et qu’il s’engagerait à ne faire chanter en présence de messieurs que des motets choisis entre les plus beaux des sieurs de Lalande, Campra, Mondonville, ou de quelques autres compositeurs d’une égale réputation. »
Il est probable que Dornel, protégé un temps par le duc d’Orléans qui venait subitement de déclarer ne prendre « plus aucun intérêt à cette affaire », fut victime de quelque intrigue ou de la jalousie de rivaux malveillants. Pierre-Louis d’Aquin de Château-Lyon, fils de Louis-Claude Daquin, écrit à propos de l’éviction de Dornel :
« Je peux dire qu’en ôtant la place de maître de musique à M. Dornel, on a affligé un habile homme qui, toute sa vie, a composé de la musique latine, pour satisfaire un musicien, à la vérité estimable, mais qui n’est connu que par quelques opéras, genre totalement opposé au premier. »
En 1748, Dornel rejoignit l’île de la Cité en qualité d’organiste de l’église Saint-Germain-le-Vieil, « à la place du sieur Offroy, absent depuis deux mois' », poste dont il démissionna le 8 juillet 1757 « en raison de son âge et de ses infirmités. » Il cédait sa place à son neveu Louis-Claude Gouffé qui le suppléait déjà depuis plusieurs années, et venait de refermer les pages de son unique Livre d’orgue dont le manuscrit autographe, daté de 1756, réunit à l’évidence des pièces plus anciennes.
Au-delà, on perd la trace de Dornel. On ne connaît pas la date exacte de la mort de cet organiste discret dont la réputation ne put rivaliser avec la notoriété d’illustres contemporains. Pierre Louis d’Aquin, écrit d’ailleurs :
« Ce n’est point par mauvaise humeur que je n’ai fait aucune mention d’organistes estimables, tels que Mrs. Fouquet, Dornel, Février, Noblet, Corrette […] ; mais les musiciens que je viens de nommer, méritent d’autant plus d’égard qu’ils sont tous compositeurs. On se souvient d’avoir entendu avec plaisir plusieurs motets de M. Dornel, soit le jour de la Saint Louis, fête de l’Académie française, soit à la cour. »
Le Catalogue de la musique provenant du fonds du Concert Spirituel nous apprend que Dornel était franc-maçon et brosse le portrait d’un « homme d’esprit et fort gai, comme on l’était alors, et l’un des principaux arcs-boutants de la société franc-maçonne. »
On sait également que Dornel fut membre de l’institution burlesque de la Calotte, fondée au tout début du XVIIIe siècle et décrite dans le Dictionnaire de Trévoux comme la « Confrérie des Fous, qu’on appelle le Régiment de la Calotte ; […]'un Régiment métaphysique, inventé par quelques esprits badins, qui s’en sont fait eux-mêmes les principaux officiers. Ils y enrôlent tous les particuliers, nobles et roturiers, qui se distinguent par quelque folie marquée, ou quelque trait ridicule. »
En 1739, l’organiste Dornel avait adressé à l’abbé de Sainte-Geneviève cette requête en faveur de son orgue délabré, requête rédigée dans le plus pur style calotin :
« […] A vrai dire, votre organiste /
Aime mieux être encore quarante ans calotin /
Que d’être couché sur la liste /
De ceux qui, de la mort, grossissent le butin /
Et c’est toujours trop tôt, quelque tard que l’on meure […] /
Le funeste péril qui nous menace tous /
Peut arriver à l’improviste. /
On remplacerait bien le craintif organiste, /
Mais où trouverait-on un abbé comme vous ? /
Agissez donc, Seigneur, pour dissiper ma crainte ; /
Tachez pour vous, pour moi, pour le public, /
Pour la gloire de Dieu, pour la patronne sainte, /
Qu’on emploie, au plus tôt, pierre, ciment, mastic […]. » »

## Œuvres
Parmi ses œuvres connues on note :
- Des Airs sérieux et à boire
  - Le Printemps de nos jours (Christophe Ballard, éd. Mélanges de musique latine, française et italienne, divisés par saisons. Paris BNF (Mus.) : Vm7 560.
  - Quand du Stix arriva le célèbre Grégoire (Christophe Ballard, éd. Recueil d’airs sérieux et à boire de différents auteurs. Paris BNF (Mus.) : Vm7 554.
  - Quand mon Iris fait la cruelle (Christophe Ballard, éd. Mélanges de musique latine, française et italienne, divisés par saisons. Paris BNF (Mus.) : Vm7 559.
  - Vos gémissemens (Vve Boivin, éd. Le Tribut de la toilette. Paris BNF (Mus.) : Vm7 4130/8-9.
  - 2 airs (Christophe Ballard, éd. Recueil d’airs sérieux et à boire de différents auteurs. Paris BNF (Mus.) : Vm7 543 & 557.
  - 6 airs (Christophe Ballard, éd. Mélanges de musique latine, française et italienne, divisés par saisons. Paris BNF (Mus.) : Vm7 562 & 564.
  - 2 airs dans les Nouveaux Recueils de chansons : La Haye, 1731 (Paris BNF (Mus.) : Vm7 507)
  - Ah mon cher amour (Christophe Ballard, éd. Recueil d’airs sérieux et à boire de différents auteurs. Paris BNF (Mus.) : Vm7 549.
  - Après la froidure, l'aimable verdure (Christophe Ballard, Recueil d’airs sérieux et à boire de différents auteurs. Paris BNF (Mus.) : Vm7 551.
  - Echappé mille fois des pièges de l'Amour (Christophe Ballard, Recueil d’airs sérieux et à boire de différents auteurs. Paris BNF (Mus.) : Vm7 552.
  - L'Hyver désole nos climats (Christophe Ballard, éd. Recueil d’airs sérieux et à boire de différents auteurs. Paris BNF (Mus.) : Vm7 537.
  - Je ne veux plus dormir que sur la table (Christophe Ballard, éd. Recueil d’airs sérieux et à boire de différents auteurs. Paris BNF (Mus.) : Vm7 545.
  - Loin d'icy, le chagrin et le soucy (in Recueil de chansons. Paris BNF (Mus.) : Rés Vmc ms 201/1-2).
  - Non, ne célèbre plus ny Bacchus ny l'Amour (Christophe Ballard, éd. Recueil d’airs sérieux et à boire de différents auteurs. Paris BNF (Mus.) : Vm7 550.
  - Pastorale en musique à 2 voix et un dessus (1709). Paris BNF (Mus.) : Vmb ms 77/1.

- 6 cantates françaises à 1 voix. Paris BNF (Mus.) : D 3746/2. Comprend :
  - Les Caractères de la Musique (1721)
  - La Fin des siècles
  - Le Tombeau de Clorinde (1723)
  - La Discorde bannie.

- Des pièces instrumentales :
  - Livre de Simphonies contenant VI suites en trio avec une sonate en quatuor (1709)
  - Sonates à violon seul et suites pour la flûte allemande (1711)
  - Sonates en trio pour la flûte allemande opus 3 (1713)
  - Concert de Simphonies contenant VI concerts en trio pour les flûtes, violons et hautbois, Livre III (1723)
  - Pièces de Clavecin du sieur Dornel contenant cinq suites et un Concert calotin (1731)
  - Livre de pièces de Simphonies (1738)
  - Le tour du Clavier sur tous les tons (1745)
  - Pièces d'orgue en manuscrit (avant 1756), publiées par Norbert Dufourcq (Paris : Éd. Schola Cantorum, 1965).

## Partitions gratuites
- IMSLP Pièces diverses ; pièces d'orgue et de clavecin.

## Discographie
On retrouvera les pièces de clavecin de Dornel couplées à quelques airs sérieux dans un beau programme interprété par l'ensemble Le Concert Calotin sous la direction de Fabien Armengaud et avec la participation de la soprano Marie-Louise Duthoit.
Quant aux pièces d'orgue et à une sélection de trios on renverra à l'opus d'Hugo Reyne et sa Symphonie du Marais.
- France Orgue Discographie de la musique d'orgue établie par Alain Cartayrade.